# Hertuger af Sachsen
Rækken af hertuger af Sachsen omfatter alle hertuger af stammehertugdømmet Sachsen fra dets opståen omkring år 700 til det blev delt i 1180.
| Navn                     | fra | til  | Slægt         | Titel             |
| ------------------------ | --- | ---- | ------------- | ----------------- |
| Widukind                 | |      |               | Hertug af Sachsen |
| Ekbert                   | |      | Ekbertiner    | Hertug af Sachsen |
| Wichmann Billing         | |      | Ekbertiner    | Hertug af Sachsen |
| Liudolf                  | 844 | 866  | Liudolfinger  | Hertug af Sachsen |
| Brun                     | 866 | 880  | Liudolfinger  | Hertug af Sachsen |
| Otto I.                  | 880 | 912  | Liudolfinger  | Hertug af Sachsen |
| Henrik I., "Fuglefænger" | 912 | 936  | Liudolfinger  | Hertug af Sachsen |
| Otto II., "den store"    | 936 | 973  | Liudolfinger  | Hertug af Sachsen |
| Bernhard I.              | 973 | 1011 | Billunger     | Hertug af Sachsen |
| Bernhard II.             | 1011 | 1059 | Billunger     | Hertug af Sachsen |
| Ordulf                   | 1059 | 1072 | Billunger     | Hertug af Sachsen |
| Magnus                   | 1072 | 1106 | Billunger     | Hertug af Sachsen |
| Lothar                   | 1106 | 1137 | Supplinburger | Hertug af Sachsen |
| Henrik II. "den Stolte"  | 1137 | 1138 | Welfen        | Hertug af Sachsen |
|                          | I striden mellem Staufen og Welfen fratager Konrad III. Welferne Hertugdømmet Sachsen og giver det i stedet som len til Askanier.    |      |               |                   |
| Albrecht I., "Bjørnen"   | 1138 | 1142 | Askanier      | Hertug af Sachsen |
|                          | Welferne styrter Albrecht I. med vold fra den sachsiske hertugstol og sætter i stedet Henrik den stoltes søn Henrik III. "Løve" ind. |      |               |                   |
| Henrik III., "Løve"      | 1142 | 1180 | Welfen        | Hertug af Sachsen |
|                          | I 1180 går hertugtitlen med hjælp fra Friedrich Barbarossa igen til Askanier-slægten.                                                |      |               |                   |